# Luftsturmtruppen der Streitkräfte der Ukraine
Die Luftsturmtruppen der Streitkräfte der Ukraine auch DSchW (ukrainisch Десантно-штурмові війська Збройних сил України, ДШВ) bilden die Luftlandetruppen der ukrainischen Streitkräfte.

## Militärdoktrin und Aufgaben der Truppen
Die Hauptaufgaben der DSchW sind definiert als:
- Störung der Truppenführung und der Arbeiten der feindlichen Truppen hinter der Front;
- Verhinderung der Nutzung von feindlichen Reserven;
- Bekämpfung durchgebrochener feindlicher Luftlandetruppen und Einheiten;
- Besetzung und Aufrechterhaltung wichtiger Objekte und Linien, um eine ungehinderte und rechtzeitige operative Entfaltung eigener Truppen und Kräfte in bestimmten Operationszonen und Gebieten zu gewährleisten.

Neben den Hauptaufgaben können Luftsturmtruppen auch an der Bekämpfung illegaler bewaffneter Gruppen, an internationalen Friedenssicherungsoperationen, an Maßnahmen zum Schutz von Leben und Gesundheit von Bürgern und Objekten in staatlichem Eigentum außerhalb der Ukraine und an anderen Aufgaben, die durch Gesetze der Ukraine definiert sind, eingesetzt werden.

## Geschichte
Die Luftsturmtruppen der Ukraine entstanden nach deren Unabhängigkeitserklärung auf der Basis von Luftlandetruppen der UdSSR, die zum Zeitpunkt des Zerfalls der Sowjetunion auf dem Territorium der Ukraine stationiert waren. Alle Verbände und Einheiten wurden im Zeitraum vom 1. Januar 1992 bis zum Beginn des Sommers 1993 schrittweise Teil der Streitkräfte der Ukraine.

## Stärke
2016 plante das Kommando der Luftlandetruppen, die Truppenstärke bis 2020 auf 30.000 Soldaten zu erhöhen.

## Ausrüstung

### Kampfpanzer
- T-80
- Challenger 2

### Schützenpanzer
- BMD-1
- BMD-2
- BMD-3

### Mannschaftstransporter
- BTR-D
- BTR-80
- BTR-70
- BTR-3
- BTR-4
- Stryker

### Geschützte Fahrzeuge
- MT-LB
- GT-MU
- KrAZ "Spartan"
- HMMWV M1114 UAH
- AT105 Saxon
- Dozor-B
- Véhicule de l'Avant Blindé
- Bushmaster Protected Mobility Vehicle

### Artillerie
- 2S9 "Nona-S"
- 2S23 Nona-SWK
- 2S1 Gvozdika
- 2S3 Akatsiya
- BM-21 Grad
- SU-23-2

### Transportfahrzeuge
- KrAZ-6322
- GAZ-66
- Joint Light Tactical Vehicle